# نظام‌الدین تاش
نظام الدین تاش (متولد ۱۹۶۱ در واراتو، ترکیه) با نام سازمانی بوتان روژهلات یکی از قدیمی‌ترین فرماندهان نظامی پ‌ک‌ک بوده.او در سال ۱۹۸۶ به پ‌ک‌ک پیوست و در سال ۱۹۹۵، به فرمانده نظامی سازمان منصوب شد.او فرمانده ارتش آزادی خلق کردستان، شاخه نظامی پ‌ک‌ک و یکی از اعضای کمیته مرکزی پ‌ک‌ک بود.او همچنین در شورای رهبری سازمان خدمت می‌کرد.هنگامی که در سال ۱۹۹۹ عبدالله اوجالان دستگیر شد، او جانب جمیل بایک را علیه عثمان اوجالان، برادر عبدالله اوجالان گرفت.او در دهه نخست قرن ۲۱ام، وقتی علیه خشونت سازمان موضع گرفت سازمان را ترک کرد و حزب دموکرات میهنی را ،که حزبی ضد خشونت بود تأسیس کرد.او که اغلب از رهبری پ‌ک‌ک انتقاد می‌کند هم‌اکنون در کردستان عراق زندگی می‌کند.
| پیشین: جمیل بایک | فرمانده نیروهای مدافع خلق ۱۹۹۵-۲۰۰۴ | پسین: باهوز اردل |